# Karaoke Video
Karaoke Video (El Karaoke en España y El Video del Karaoke en  Hispanoamérica) es el vigésimo octavo y último episodio de la segunda temporada de Regular Show. Es el episodio número 40 de la serie en general. El episodio trata de que Mordecai y Rigby deben de destruir una cinta de video donde ofenden al resto de trabajadores del parque en un karaoke. Se estrenó el 1 de agosto del 2011.

## Argumento
Una noche, Mordecai y Rigby van a cantar en vivo al karaoke de Carrey O´key, y accidentalmente terminan ofendiendo a Skips, Benson y Papaleta. Todo ese espectáculo fue grabado sin su consentimiento, y hasta reciben una copia en VHS del mismo, mientras que el karaoke planea usar el video como material publicitario. Al día siguiente, tanto Mordecai y Rigby olvidaron lo ocurrido la noche anterior. Se acuerdan de la cinta, y al reproducirla se dan cuenta de todas las cosas negativas que dijeron, al final destruyen la cinta, pero los demás miran la portada de la cinta y deciden ir a ese karaoke para una noche de pura diversión.
Mordecai y Rigby regresan al karaoke, para ir a pedir la cinta y así evitar que sus amigos no la vean, pero Carrey O´key los expulsó del lugar. En la noche, Mordecai y Rigby se infiltran en el lugar para robar la cinta y destruirla, pero Carrey O´key junto con su colega Carl intentan detenerlos, desencadenando una batalla campal entre todas las personas que estaban dentro del karaoke, con Papaleta cantando de fondo Footloose. Culminando, cuando Benson rompe la cinta de video al momento de golpearla con la cara de Carrey O´key.
Mordecai intenta pedir disculpas por arruinar la noche de karaoke, pero el resto, le niegan las disculpas y se van enojados.

## Reparto de Voces
- J. G. Quintel como Mordecai
- William Salyers como Rigby
- Sam Marin como Benson Dunwoody, Papaleta Maellard y Mitch "Musculoso" Sorrenstein
- Mark Hamill como Skips
- Richard McGonagle como Carrey O´key